# کوکویدینکول
کوکویدینکول (به قزاقی: Кокуйдынколь، كوكۋيدىنكول}} یک دریاچه در قزاقستان است که در شهرستان معین‌قوم واقع شده‌است.